# Yorma’s

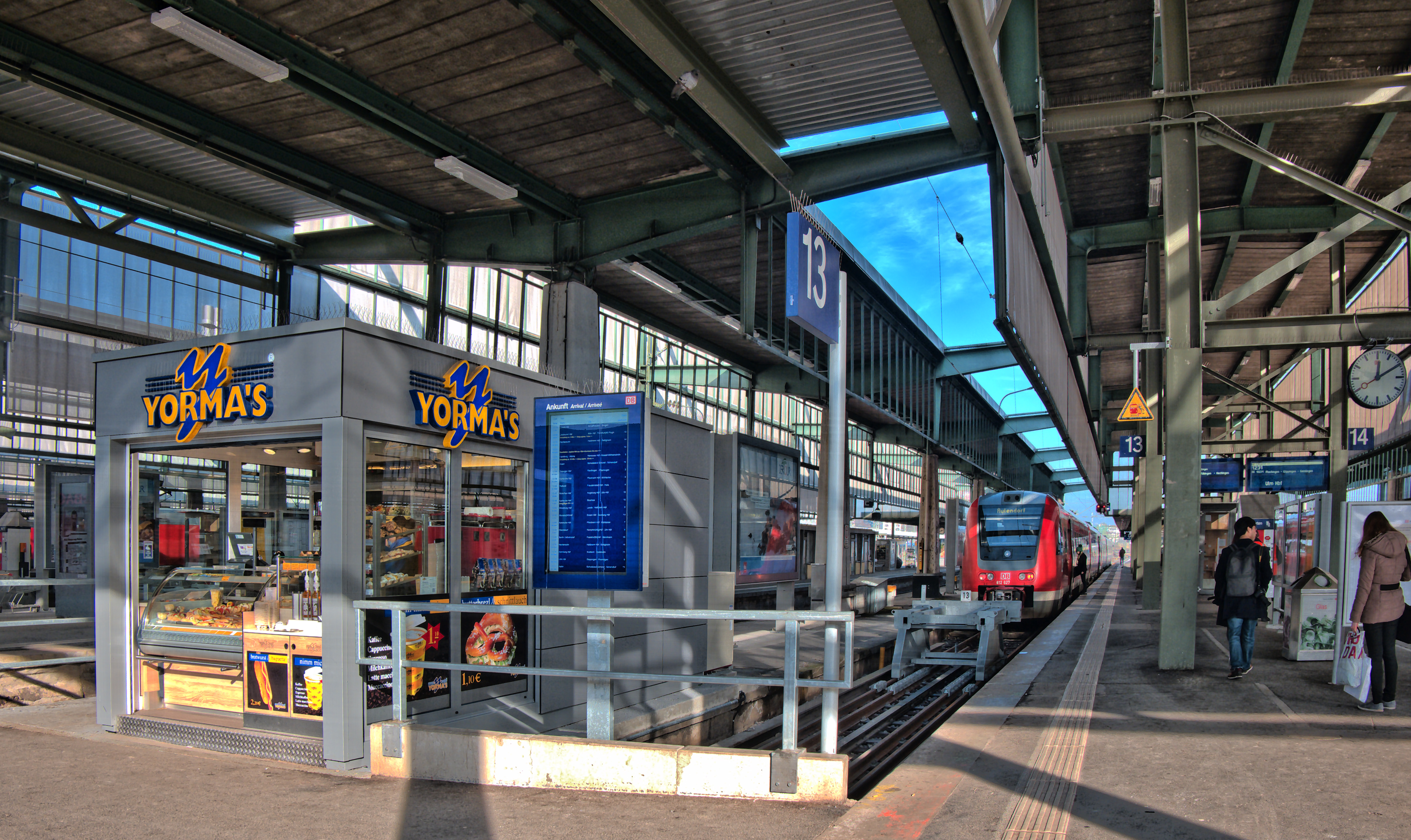
Een kleine vestiging in het centraal station van Stuttgart

Yorma's AG (eigen schrijfwijze: YORMA’S) is een Duits  systeemcateringbedrijf dat in 1985 werd opgericht door Yorma Eberl. Het bedrijf (sinds 2001 een naamloze vennootschap) is gevestigd in Plattling (Neder-Beieren) en heeft 62 vestigingen in Duitsland.
De vestigingen, die zich in of in de directe nabijheid van treinstations bevinden, worden centraal aangestuurd. Naast de verkoop van snacks voor directe consumptie, hebben de filialen vaak een kleine supermarkt met gemaksproducten. De grootste omzet wordt behaald door passanten (treinreizigers).
De meeste vestigingen bevinden zich in Beieren, maar er wordt een landelijke expansiestrategie gevoerd. De grootste vestigingsdichtheid is te vinden in München met zes vestigingen, gevolgd door Neurenberg en Stuttgart met elk vier vestigingen. De eerste vestiging was in Platting en dateert uit 1985, toen een stationskiosk overgenomen werd.  In 1989 ontmoet Eberle zakenpartner Hans Kraft, waarna de Yorma-concept snel expandeerde.
In 2016 behaalde de keten een omzet van 83,5 miljoen euro, waarmee het de 35e plaats innam onder de Duitse systeemcateringbedrijven.

## Assortiment producten en diensten
Het assortiment bestaat onder meer uit broodjes, warme worstjes, salades, fruitbekers, yoghurt, koude en warme dranken en fruit. Daarnaast biedt Yorma's oplaadpunten voor elektrische apparatuur.